# Croatia Open Umag 2011
L'ATP Studena Croatia Open Umag 2011 è stato un torneo di tennis giocato sulla terra rossa. È stata la 22ª edizione dell'evento ATP Studena Croatia Open Umag che fa parte della categoria ATP World Tour 250 series nell'ambito dell'ATP World Tour 2011. Si è giocato all'International Tennis Center di Umago in Croazia dal 25 luglio al 31 luglio 2011.

## Partecipanti

### Teste di serie
| Nazione   | Giocatore            | Ranking* | Testa di serie |
| --------- | -------------------- | -------- | -------------- |
| Argentina | Juan Ignacio Chela   | 21       | 1              |
| Ucraina   | Aleksandr Dolhopolov | 27       | 2              |
| Croazia   | Ivan Ljubičić        | 31       | 3              |
| Croazia   | Marin Čilić          | 32       | 4              |
| Spagna    | Tommy Robredo        | 36       | 5              |
| Italia    | Fabio Fognini        | 38       | 6              |
| Italia    | Andreas Seppi        | 39       | 7              |
| Croazia   | Ivan Dodig           | 41       | 8              |

* Teste di serie basate sul ranking al 18 luglio 2011.

### Altri partecipanti
I seguenti giocatori hanno ricevuto una wild card per il tabellone principale:
- Mate Delić
- Mate Pavić
- Antonio Veić

I seguenti giocatori sono passati dalle qualificazioni:

- Dušan Lajović
- Gianluca Naso
- Rubén Ramírez Hidalgo
- Simone Vagnozzi

## Campioni

### Singolare
Aleksandr Dolhopolov ha sconfitto in finale  Marin Čilić per 6-4, 3-6, 6-3.
- È il primo titolo in carriera per Dolhopolov.

### Doppio
Simone Bolelli /  Fabio Fognini hanno sconfitto in finale  Marin Čilić /  Lovro Zovko per 6–3, 5–7, [10–7].